# La Silhouette (1880-1914)
Pour les articles homonymes, voir Silhouette.
La Silhouette est un magazine satirique français illustré de caricatures et publié entre le 9 septembre 1880 et le 1er juillet 1914.

## Histoire
Le premier numéro de La Silhouette paraît le 9 septembre 1880 sous la direction de Maurice Lagarde, nom de plume d'Eugène Vavasseur (1834-1913), ancien collaborateur du Tintamarre et rédacteur en chef de L'Éclipse depuis 1876.
Dans son programme, rédigé par Alfred Delilia, le magazine revendique l'héritage des journaux dont il a repris le titre, tels que La Silhouette de 1829 et celle de 1844.
Bihebdomadaire jusqu'en février 1885, La Silhouette devient ensuite un hebdomadaire.
Républicaine, antiboulangiste en 1889, La Silhouette de Maurice Lagarde est antidreyfusarde pendant l'affaire Dreyfus.
Interrompue pendant plusieurs semaines à la suite de la mort de Maurice Lagarde, en août 1913, la publication reprend sous la direction du fils de ce dernier, Albert Vavasseur, dit Léon Valbert. Le dernier numéro paraît au début du mois de juillet 1914.

## Collaborateurs

### Dessinateurs
- P. Artus[2]
- As Père[2]
- A. Bast[2]
- Jean Beauduin[2]
- A. Bef[2]
- Bobb (Morland)[2]
- Brick[3]
- Bridet[2]
- Chalumeau[2]
- Charvic[2]
- Charles Clérice[2]
- Coll-Toc[2]
- Couick[2]
- Henri Demare[2]
- Jean Eschbach[2]
- Flammèche[2]
- Gino (Louis Koenig)[2]
- Albert Guillaume[2]
- François Jacotot[2]
- L. Lac (La Carrière)[2]
- Émile Lamouche (d)[2]
- Moloch (Hector Colomb)[2]
- Maurice Radiguet[2]
- Rip (Eugène Vavasseur fils)[2]
- Albert Robida[2]
- A. Sorel[2]
- Henri de Sta[2]
- A. Tack[3]
- Tartarino[2]
- Tézier[2]
- M. Très[2] (ou Tresse)
- Trock (Gabriel Liquier)[2]
- Valère Morland[4]
- A. Zard[5]

### Rédacteurs et autres collaborateurs notables
- Alfred Barbou[6]
- Alfred Delilia[6]
- Auguste Germain
- Ernest d'Hervilly[6]
- Alphonse Lafitte[6]
- Charles Leroy[6]
- Émile Seurat
- Léon Valbert (Albert Vavasseur)